# Uunartoq Qeqertaq

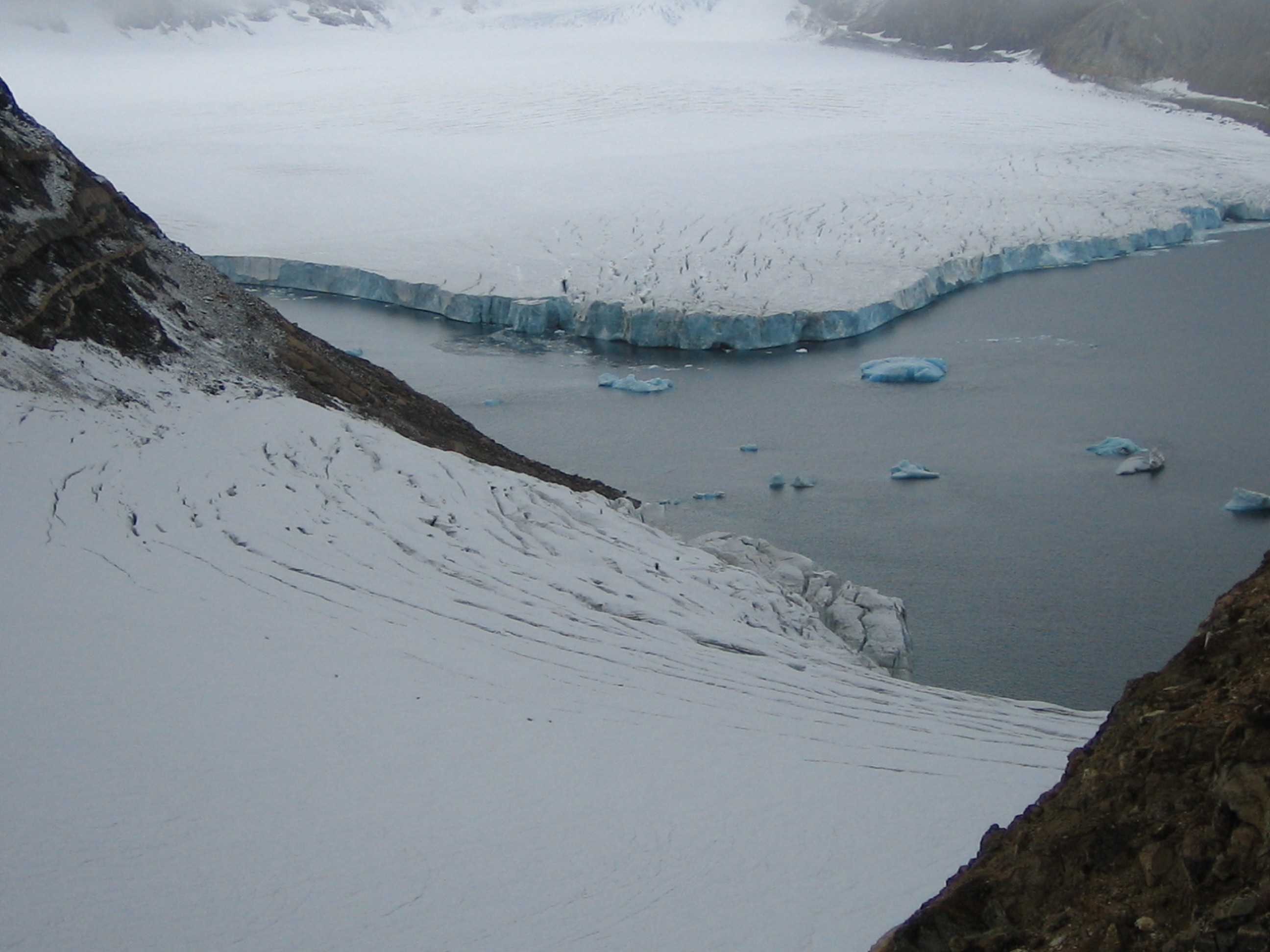
Sundet mellan ön och fastlandet.

Uunartoq Qeqertaq är det provisoriska namnet på en ö som man trott tillhöra det östcentrala grönländska fastlandet men som har upptäckts vara en självstående ö efter att is har smält och gapet mellan ön och Grönlands fastland blottats.
Uunartoq Qeqertaq betyder "Den värmande ön" på grönländska. Namnet beror på att många tror att issmältningen har skett på grund av global uppvärmning.